# Sierakowo Sławieńskie
Sierakowo Sławieńskie (deutsch Zirchow (Zirchow A), Kreis Schlawe) ist ein Dorf in der polnischen Woiwodschaft Westpommern. Es gehört zur Landgemeinde Sianów (Zanow) im Powiat Koszaliński (Kösliner Kreis).

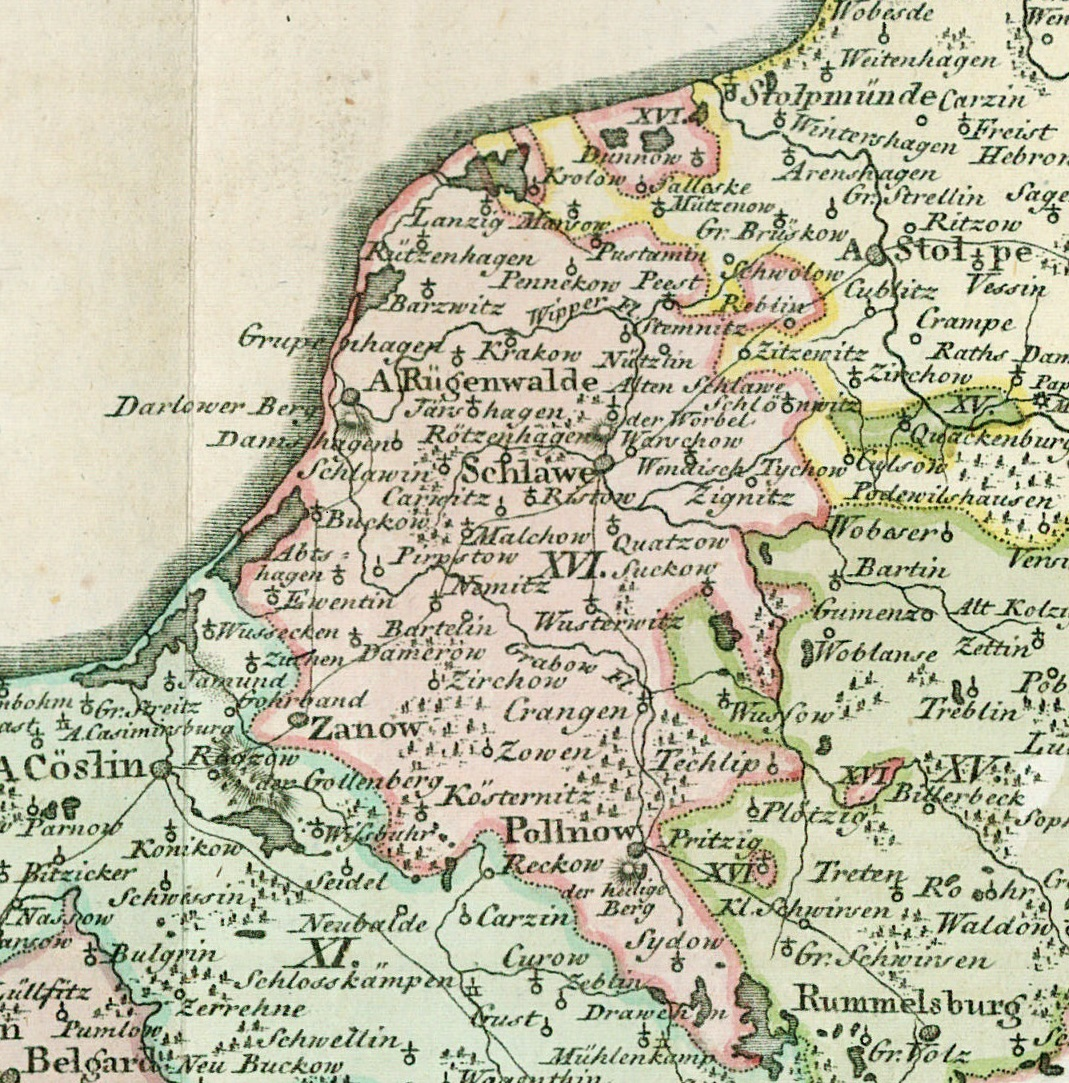
Zirchow, nordöstlich der Hauptstadt Köslin (Cöslin) und des Gollenbergs, östlich der Stadt Zanow sowie nordwestlich der Stadt Pollnow, auf einer Landkarte von 1793

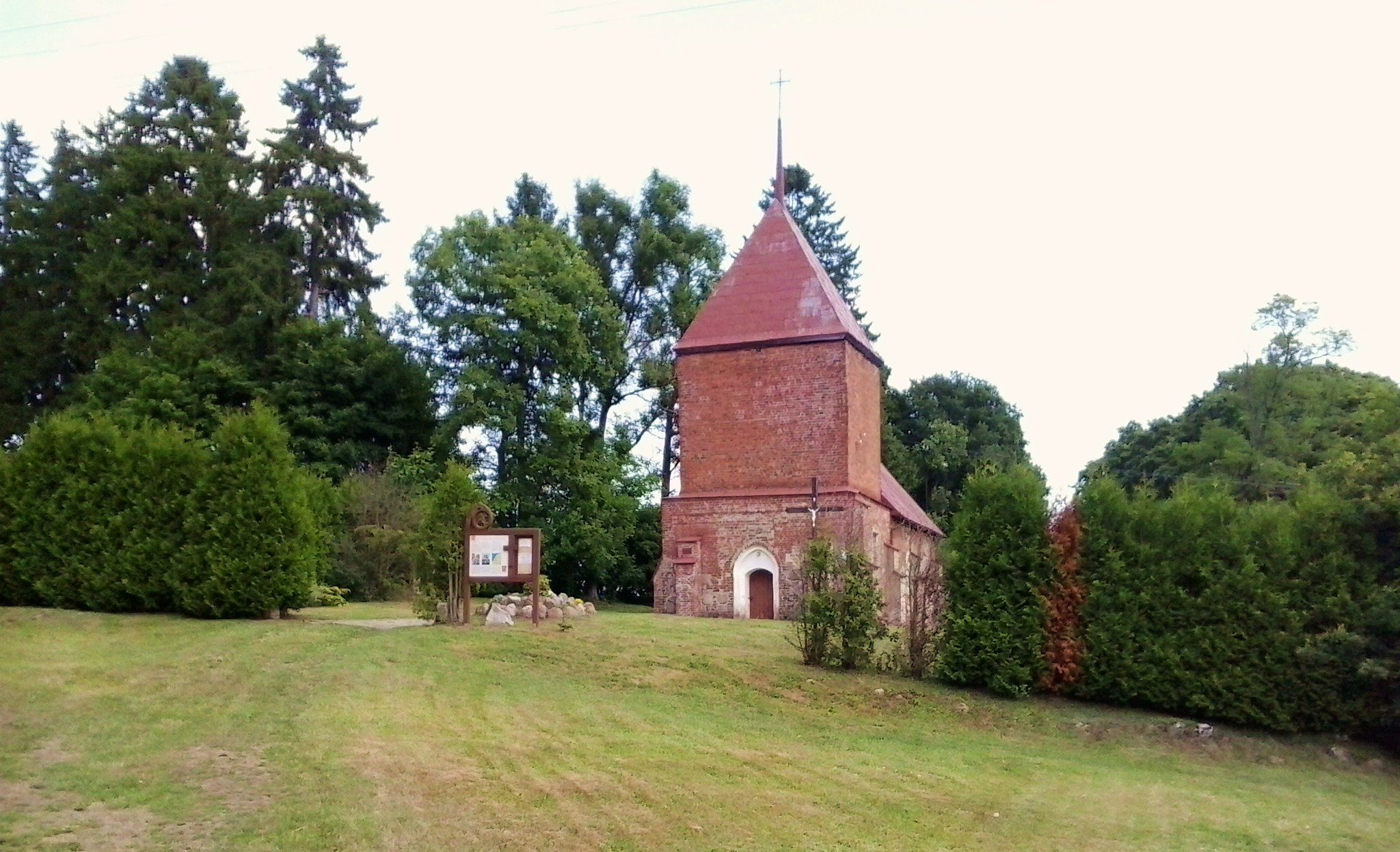
Dorfkirche (bis 1945 evangelisch, Aufnahme 2013)

## Geographische Lage
Das Kirchdorf liegt in Hinterpommern nordöstlich von Koszalin (Köslin) und des Gollenbergs in einer leicht hügeligen Landschaft an einer Landstraße zwischen den Orten Lejkowo (Leikow) und Ratajki (Ratteick) bzw. Sowno (Alt Zowen). Die heutige Kreisstadt Koszalin ist 28 Kilometer, die ehemalige Kreisstadt Sławno (Schlawe) 21 Kilometer entfernt. Bis 1945 bestand über die Station Lejkowo Anschluss an die heute stillgelegte Kleinbahnstrecke Schlawe–Pollnow–Sydow der Schlawer Bahnen.
Nachbarorte sind Ratajki (Ratteick), Kusice (Kuhtz), Sulechowo ((Groß) Soltikow), Lejkowo (Leikow), Laski (Latzig) und Sowno (Alt Zowen).

## Geschichte
1267 hieß der Ort Suracowe, 1290 Cirachowa/Cyracowe und 1301 Cirghowe. Die Schlawer Gemeinde Zirchow setzte sich vor 1945 aus dem Bauerndorf Zirchow A (heute Sierakowo Sławieński), dem Gutshof Zirchow B (heute Sierakówko) und der Zowenschen Mühle (heute Sowieński Mlyn) zusammen. Zirchow A lag rechts und links der früher an dem später zugeschütteten Dorfbach verlaufenden Straße in Ost-West-Richtung. An der Nordseite der Straße standen das damalige Gut und die Kirche, an der Südseite die Landarbeiterhäuser und im Westen die ursprünglichen Bauernhäuser.
Vorgeschichtliche Funde deuten auf eine frühe Besiedlung hin. 1267 wurde der Ort erstmals erwähnt. 1287 verlieh Herzog Mestwin II. von Pommerellen das Dorf dem Kloster Buckow. Im Jahre 1590 erschien der Ort in den Pfarrmatrikeln des Kirchspiels Krangen als Bauerndorf im Besitz derer von Podewils auf Krangen, die es 1692 verkauften. Danach waren die Familien von Glasenapp (bis 1769), von Zastrow (bis etwa 1790) und von Stempel (bis 1839) Eigentümer. Bis 1895 bewirtschaftete das Gut dann die Familie Damerow. Zwischen 1905 und 1910 erwarb das Gut Detlef von Schlieffen aus Klein Soltikow. Ende des 19. Jahrhunderts wurden Teile des Gutes aufgesiedelt, und 1927 war das Gut völlig versiedelt. Es blieb ein Restgut von der Größe eines Bauernhofes.
1818 lebten in Zirchow 119 Einwohner. Ihre Zahl stieg bis 1895 auf 186 und bis 1939 auf 419.
Vor 1945 gehörte die Gemeinde Zirchow zum Amts- und Standesamtsbezirk Ratteick im Amtsgerichtsbereich Zanow im Landkreis Schlawe i. Pom. im Regierungsbezirk Köslin der preußischen Provinz Pommern.
Kurz vor dem Ende des Zweiten Weltkriegs wurde Zirchow Anfang März 1945 von der
Roten Armee besetzt. Aus Zirchow B flüchteten vorher die Gutsleute (mit Ausnahme des Gutsbesitzers Lodemann) nach Norden. Zusammen mit einigen Bewohnern von Zirchow A gelang es ihnen die Ostsee zu erreichen und sich schließlich nach Westdeutschland durchzuschlagen. Zwar war am 2. oder 3. März 1945 von den deutschen Behörden für das Dorf ein Räumungsbefehl ergangen, doch nur ein Teil der Bevölkerung begab sich im Treck auf die Flucht. Der Treck wurde dann auch von sowjetischen Truppen überrollt, die schon zwei Stunden nach Aufbruch des Trecks das Dorf besetzt hatten und die geflüchteten Dorfbewohner mussten zurückkehren.
Nach Kriegsende wurde Zirchow zusammen mit ganz Hinterpommern unter polnische Verwaltung gestellt. Es begann dann die Vertreibung der einheimischen Dorfbewohner. Die letzten Deutschen verließen das Dorf am 23. April 1947.
Zirchow A wurde unter polnischer Verwaltung in Sierakowo Sławieńskie umbenannt. Das Dorf ist heute ein Teil der Gmina Sianów im Powiat Koszaliński der Woiwodschaft Westpommern (bis 1998 Woiwodschaft Koszalin).

### Demographie
| Jahr | Einwohner | Anmerkungen                                                                                     |
| ---- | --------- | ----------------------------------------------------------------------------------------------- |
| 1818 | 119       | Kirchdorf, in adligem Besitz                                                                    |
| 1852 | 203       | Dorf A und B                                                                                    |
| 1864 | 307       | am 3. Dezember, einschließlich des Gutsbezirks, auf einer Gesamtfläche von 748 bzw. 2103 Morgen |
| 1867 | 315       | am 3. Dezember, davon 300 im Gemeindebezirk und 15 im Gutsbezirk                                |
| 1871 | 295       | am 1. Dezember, davon 161 im Gemeindebezirk und 134 im Gutsbezirk, sämtlich Evangelische        |
| 1895 | 186       |                                                                                                 |
| 1910 | 385       | am 1. Dezember, davon 258 im Gemeindebezirk und 127 im Gutsbezirk                               |
| 1933 | 447       | [ 7 ]                                                                                           |
| 1939 | 420       | [ 7 ]                                                                                           |

## Kirche

### Kirchengemeinde
Im Jahre 1267 wird Zirchow (Suracowe) erwähnt, als das Dorf der Kirche zu Nemitz zugewiesen wurde. 1287 kam es an das Kloster Buckow und erscheint – nach der Reformation – im Jahre 1590 als Teil des Kirchspiels Krangen.
Vor 1945 war die Bevölkerung überwiegend evangelischer Konfession. Zirchow A war eine selbständige Kirchengemeinde, zu der der Ort Latzig gehörte. Zirchow B war Teil des Kirchspiels Kösternitz. Zirchow A war wie Kummerow eine Filialgemeinde von Krangen und gehörte zum Kirchenkreis Schlawe der Kirche der Altpreußischen Union. 1940 zählte die Zirchower Kirchengemeinde 740 Gemeindeglieder. Letzter deutscher Geistlicher war Pfarrer Wilhelm Vedder (Krangen).
Die wenigen katholischen Einwohner gehörten zur Kirche in Pollnow. Das änderte sich nach 1945, als die neuen Einwohner überwiegend römisch-katholischer Konfession waren. Die Kirchengemeinde Sierakowo Slawienskie gehört jetzt zur Parochie Sulechówko (Klein Soltikow) im Dekanat Sławno (Schlawe) im Bistum Köslin-Kolberg der Katholischen Kirche in Polen.
Die wenigen evangelischen Einwohner sind in das Kirchspiel Koszalin in der Diözese Pommern-Großpolen der Evangelisch-Augsburgischen Kirche in Polen integriert.

### Dorfkirche

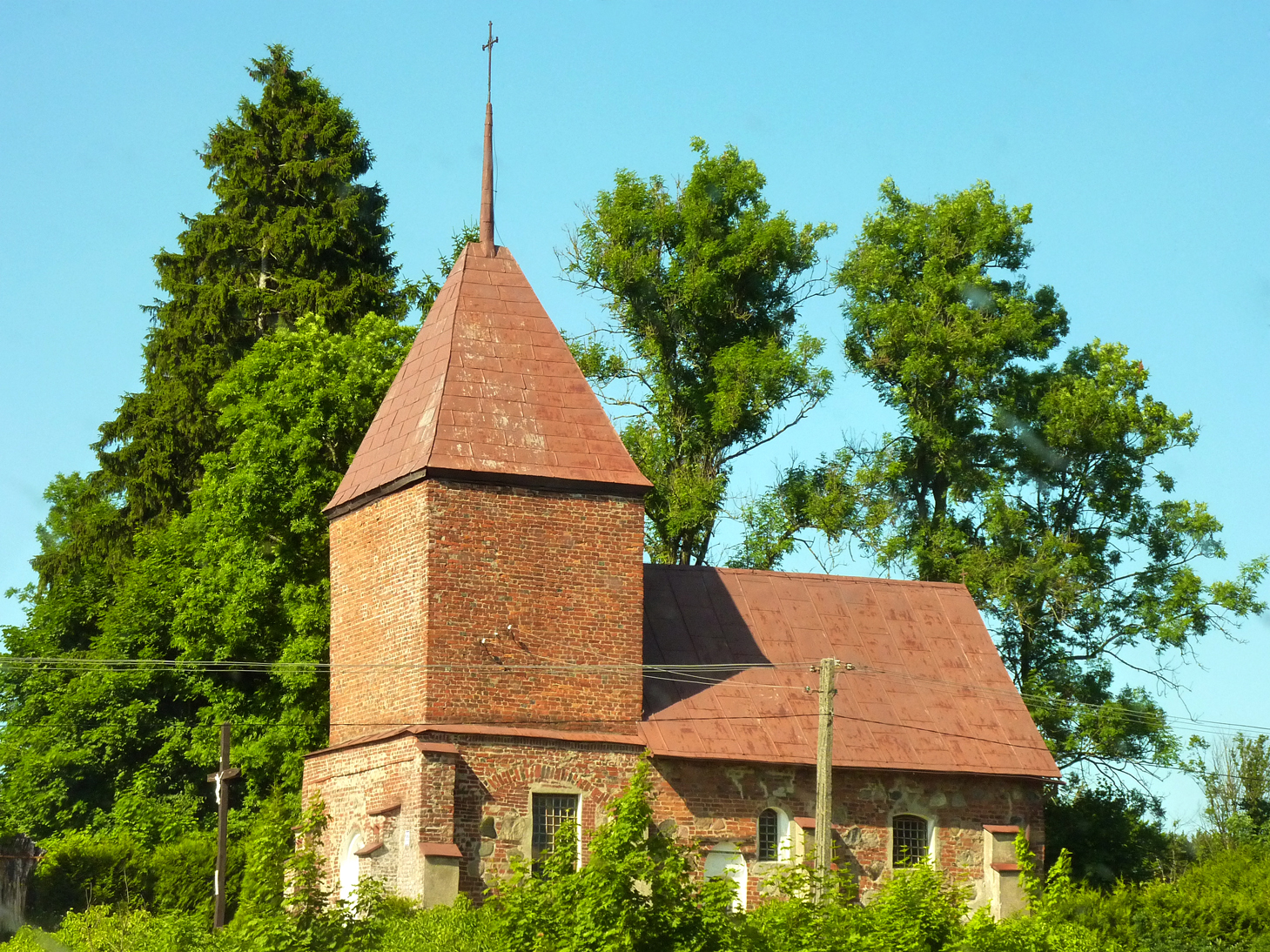
Dorfkirche von Sierakowo Sławieńskie (deutsch Zirchow (Zirchow A), Kreis Schlawe) 2010

Die mittelalterliche Kirche wurde nach 1945 aus evangelischem Besitz zugunsten der katholischen Kirche enteignet. Ein Gründungsdatum ist nicht bekannt, um 1600 wurde das Gebäude erneuert. Im Turm sind damals die ursprünglich oben rundbogig geschlossenen Fenster durch kleinere rechteckige ersetzt.
Im Kirchspiel Krangen war das Zirchower Gotteshaus das kleinste: ein schlichter Saalbau über rechteckigem Grundriss, mit Mauern aus Feldsteinen und Ziegeln, im Osten glatt geschlossen, im Westen ein gedrungener, ungegliederter, aufgesetzter Turm aus Ziegeln mit niedrigem Pyramidendach. Zur Innenausstattung gehörte ein Altaraufsatz aus Schnitzwerk und eine achteckige Kanzel.

### Pfarrvikare 1888–1910
Zur besseren Versorgung des weitläufigen und umfangreichen Krangener Kirchspiels wurden zwischen 1888 und 1910 spezielle Pfarrvikare in Zirchow eingesetzt, die jedoch nicht in einem Pfarrhaus wohnten, sondern privat oder außerhalb untergebracht waren:
1. Sprick, 1888–1893
2. Emil Witte, 1893–1894
3. Konrad Anton Reinhold Bartusch, 1894–1896
4. Johann Friedrich Wilhelm Peter, 1896–1899
5. Johann Friedrich Ernst Gülzow, 1899–1900
6. Johann Friedrich Wilhelm Waack, 1900–1903
7. Karl Wilhelm Harnitz, 1903–1906
8. Gustav Adolf Stolt, 1907–1910

## Schule
Eine frühere Schule lag südwestlich der Kirche an der Nordseite des Dorfes. 1911 wurde in ihrer Nähe an der Straße nach Zirchow B ein neues Schulhaus mit zwei Klassenzimmern und 2 Lehrerwohnungen errichtet. Das alte Gebäude wurde damals verkauft und wurde bis 1945 als Gemischtwarenladen genutzt.
Seit 1711 sind die Zirchower Schulleiter namentlich erfasst.